# Посольство Испании в Германии

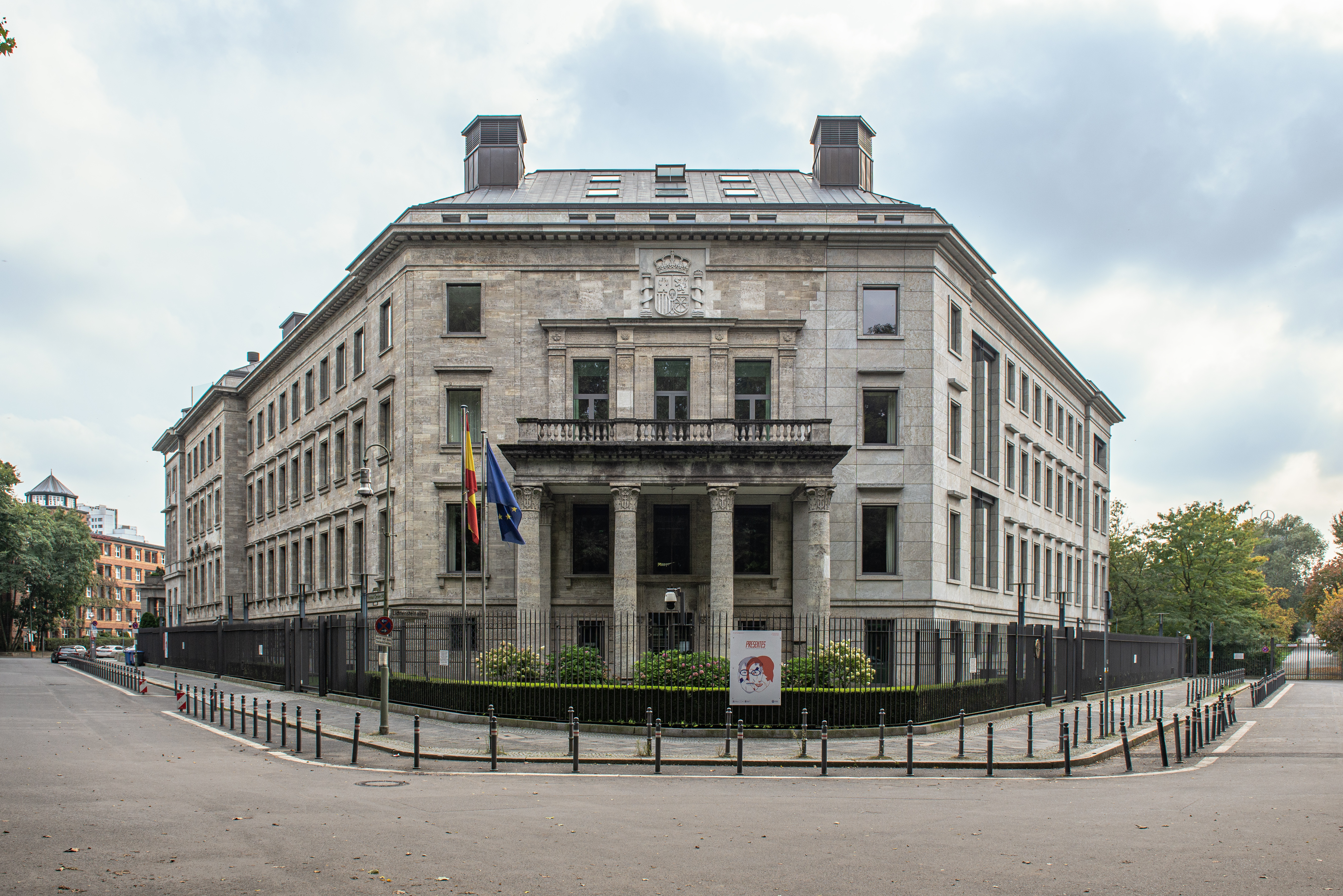
Главный вход в Посольство Испании в Берлине

Посольство Испании в Германии — официальная дипломатическая миссия Королевства Испания в Германии. Расположено в так называемом Посольском квартале в берлинском районе Тиргартен на пересечении улиц Лихтенштайн-аллее и Томас-Делер-штрассе. Массивное угловое здание в стиле неоклассицизма было построено при национал-социалистах в 1938—1943 годах по проекту братьев Вальтера и Иоганнеса Крюгеров и находится под охраной государства как памятник архитектуры.
Здание получило серьёзные повреждения во Вторую мировую войну и было восстановлено в 1960-е годы Иоганнесом Крюгером. После объединения Германии в 1990 году здание было реконструировано и модернизировано испанскими архитекторами Хесусом Веласко Руисом и Хосе де Онсоно и Ангуло в 1998—2003 годах и оформлено государственной символикой современной Испании.